# نظيرة (اسم)
نظيرة هو اسم علم مؤنث من أصل عربي، ومعناه هو على وزن اسم الفاعل، من الفعل المزيد أنار فهي المضيئة المشعة التي تعطي النور، ويقال أنار الشجر أزهر وخرج نواره.

## الأصل اللغوي
هي كلمة عربية تعبر عن تشابه شئ مع شيء آخر، وكانت هذه الكلمة تطلق في الادب الديواني على الأعمال المنظومة المكتوبة بوصفها متشابهة مع أعمال منظومة أخرى وهي بمثابة نسخة مكررة من العمل الاصلي من حيث موضوع النظيرة، وكذلك الشكل والوزن والقافية، ويطلق عليها اسم تنظير أيضا، وكانت النظائر تتفق من حيث الوزن والقافية وتشابه الرديف في انماط القصيد والغزل، ولكن في المثنوي كانت تختلف في الوزن.

## شخصيات تحمل الاسم
- نظيرة جنبلاط (سياسية لبنانية، 1890 – 1951)
- نظيرة زين الدين (كاتبة وسياسية لبنانية، 1908[3] – 1976[3])

## وصلات خارجية
- موسوعة السلطان قابوس لأسماء العرب